# Marcus Stewart
William Marcus Paul Stewart all'anagrafe William Marcus Paul Tubbs, noto semplicemente come Marcus Stewart (Bristol, 8 novembre 1972) è un allenatore di calcio ed ex calciatore inglese, di ruolo attaccante, vice-allenatore del Walsall.

## Carriera
Viene inserito nella squadra dell'anno della Second Division nell'annata 1995-1996 e nella squadra dell'anno della First Division nella stagione 1999-2000.
Durante la carriera da calciatore professionista gioca 664 partite di campionato realizzando 209 marcature, mantenendo una media reti/partita pari a 0,31.
Nella stagione 2000-2001 realizza 19 reti giocando 34 incontri di FA Premier League: grazie a queste marcature si guadagna il 14º posto nella Scarpa d'oro 2001, sfiorando il titolo di miglior marcatore del torneo, andato poi ad Hasselbaink.
Nel luglio del 2012 entra nell'organico del Bristol Rovers come vice allenatore.

## Palmarès

### Club

#### Competizioni nazionali
- Football League Championship: 1

Sunderland: 2004-2005

### Individuale
- Capocannoniere della terza divisione inglese: 1

1995-1996 (21 reti)